# Караульная Гора
Караульная Гора (чув. Хурал Ту) — чувашская деревня в Нурлатском районе Татарстана. Входит в состав Егоркинского сельского поселения.

## География
Находится в южной части Татарстана на расстоянии приблизительно 11 км на север-северо-запад по прямой от районного центра города Нурлат у реки Большой Черемшан.

## История
Известна с 1710 года, упоминалась вначале как Клявлино. 

## Название
Своё название получило с чувашского языка Хурал Ту которое дословно переводится как Караульная Гора. Первые чувашские поселенцы часто испытывали трудности из за набегов степняков и кочевников, в следствие чего местную гору использовали для дозора, когда сторожа (хуралçă) видели нашествие кочевников они поджигали на этой горе сигнальный хворост, разводили там костры а потом тушили водой, чтоб дым виднелся из далека, тогда местное население готовилось к обороне. Аналогичные система сигнальных гор и вершин были и в Чувашии, только они носили названия Сĕнтĕр и Хурамал.

## Население
Постоянных жителей было в 1782 году — 87 душ мужского пола, в 1859—529, в 1897—858, в 1908—917, в 1920—1066, в 1926—963, в 1938—942, в 1949—848, в 1958—1037, в 1970—1046, в 1979—859, в 1989—629, в 2002 году 624 (чуваши 89 %), в 2010 году 604.